# Anabelle Gutiérrez
Anabelle Gutiérrez Aicua (Cidade do México, 19 de setembro de 1924 – Puebla de Zaragoza, 21 de agosto de 2022), também conhecida como Anabel Gutiérrez, foi uma atriz mexicana famosa por ter sido uma das pioneiras da época de ouro do cinema mexicano. Em 1956, ela ganhou o Prêmio Ariel na categoria "Atuação Juvenil" pelo filme Escuela de vagabundos. Alguns anos mais tarde, ela foi reconhecida em todo o México pelo papel que a tornou famosa como "Dona Espotaverderona", mãe de "La Chimoltrufia" na série de televisão Chespirito.

## Biografia
Anabelle Gutiérrez Aicua nasceu em 19 de setembro de 1924 na Cidade do México. Embora seu nome seja frequentemente escrito da maneira habitual em espanhol como Anabel, ela está registrada na Academia Mexicana de Artes y Ciencias Cinematográficas como Anabelle Gutiérrez. Ela é a mãe da atriz Amairani e avó da também atriz Macarena García Romero.

## Carreira
Depois de fazer dois filmes extras em 1949, El Diablo no es Tan Diablo, onde ela tocou com um yo-yo e La liga de las muchachas, Gutiérrez começou a receber peças maiores. Uma das primeiras foi no filme Deseada, de 1950, onde ela estrelou ao lado de Dolores del Río em um triângulo amoroso entre irmã e irmã mais nova com Jorge Mistral. O filme teve cinco indicações ao Prêmios Ariel e ganhou o prêmio de melhor trilha sonora. Nesse mesmo ano, ela também atuou no filme Azahares para tu boda com Fernando Soler, Marga López, Sara Garcia e Joaquin Pardavé.
Com esse reconhecimento, outros trabalhos se seguiram e logo Gutiérrez ficou conhecida como uma jovem estrela adolescente. Ela fez vários filmes em rápida sucessão, mas seus papéis mais memoráveis foram em Muchachas de uniforme (1951), Rostros olvidados (1952) e Escuela de vagabundos (1954), que para cada um foi nomeada para um Prêmio Ariel como atriz jovem. Ela ganhou o prêmio de "Escuela de vagabundos" em 1956.
No final dos anos 1960, Gutiérrez começou a trabalhar na televisão e desenvolveu uma relação de trabalho com Roberto Gómez Bolaños que traria sua segunda fama. Sua primeira série com ele foi em El Ciudadano Gómez, mas o trabalho que a tornou um ícone é "Doña Espotaverderona", mãe de "La Chimoltrufia" no programa de televisão Chespirito.

## Morte
Gutiérrez morreu em 21 de agosto de 2022, aos 97 anos de idade, em Puebla de Zaragoza.

## Filmografia

### Filmes
- El diablo no es tan diablo (1949) - Amiga de Yoyo (sem credito)
- La liga de las muchachas (1950) - (sem credito)
- Azahares para tu boda (1950) - Margarita
- Al son del mambo (1950) - Bailarina
- Deseada (1951) - Nicte
- Muchachas de uniforme (1951)
- Rostros olvidados (1952) - Julieta
- El Ruiseñor del barrio (1952) - Hija de Neron
- Huracán Ramírez (1953)
- Women Who Work (1953) - Gloria Esparza
- Beatriz no te ofendas (1953) - Margarita
- Seven Women (1953)
- Venganza en el circo (1954) - Stella
- The Three Elenas (1954) - Elena, nieta
- A Tailored Gentleman (1954) - Luisa
- La visita que no tocó el timbre (1954) - Margot
- Escuela de vagabundos (1954) - Laura Valverde
- Caribeña (1955)
- Amor de lejos (1955) - Irma
- Llamas contra el viento (1956) - Laura
- El ratón (1956) - Diana
- Las aventuras de Pito Pérez (1957) - Chucha
- Música en la noche (1958)
- Angelitos del trapecio (1959) - Lina
- Quietos todos (1959) - Rosita
- His First Love (1960)
- Los resbalosos (1959) - Carmela
- Los resbalosos (1960) - Carmela
- Discoteca es amor (1979)
- El coyote emplumado (1983) - Gringa borracha
- La paloma de Marsella (1999)

### Televisão
- Variedades de media noche (1958)
- México 1900 (1964)
- Cárcel de mujeres (1968)
- Chespirito (1989-1995) - Doña Espotaverderona / Socorro / entre outros
- Alguna vez tendremos alas (1997) Bernardita
- Locura de amor (2000) - Corina
- Primer amor, a mil por hora (2000) - Ella
- Carita de Ángel (2000) - Pordiosera
- XHDRBZ (2002)
- Niños que miran al cielo (2002)
- Hada de cabaret (2002)
- Despojo (2002)
- Bajo la misma piel (2003) - Rosita
- Recuerdos que atormentan (2003)
- Días de suerte (2005)
- La Enfermera De La Muerte (2005)
- Mujer casos de la vida real (2002-2005) - Lupita
- Lola, érase una vez (2007) - Madre de Monserrat
- La Rosa de Guadalupe (2013, Episódio: "La burra")